# Condado de Truillas
El condado de Truillas es un título nobiliario español creado el 30 de marzo de 1794, con grandeza de España vitalicia, por el rey Carlos IV en favor de María Francisca Dávila y Carrillo de Albornoz, viuda del capitán general Antonio Buenaventura Ricardos Carrillo de Albornoz, protagonista de la victoria de Truillas contra los franceses en 1793 y en cuya memoria se hizo la concesión.
La concesión se realizó libre del pago de la media annata; el 7 de abril de 1794, asimismo, se le dispensó el pago del tributo de lanzas.

## Condes de Truillas
|                        | Titular                                     | Periodo                |
| Creación por Carlos IV | Creación por Carlos IV                      | Creación por Carlos IV |
| ---------------------- | ------------------------------------------- | ---------------------- |
| I                      | María Francisca Dávila Carrillo de Albornoz | 1793-1808              |
| Título extinguido      |                                             |                        |

## Historia de los condes de Truillas
- María Francisca Dávila Carrillo de Albornoz (m. Calatayud, 24 de enero de 1808), I condesa de Truillas, directora de la Junta de Damas de Honor y Mérito de la Sociedad Económica de Amigos del País de Madrid.[3] Era hija de José Lorenzo Dávila y Tello de Guzmán Villegas, III conde de Valhermoso y de su esposa María Magdalena Carrillo de Albornoz y Antich, II duquesa de Montemar, grande de España.

Casó, en primeras nupcias, con Alonso Verdugo y Castilla (1706-1767), III conde de Torrepalma, X señor del estado de Gor y de los de Alboloduy, Santa Cruz, Ruchuelos, Herrera de Valdecañas, Calabazanos y Villamuriel, caballero de la Orden de Calatrava, mayordomo de semana del rey Carlos III y su embajador en Viena y en Turín (1760- 1767); era hijo de Pedro Verdugo y Ursúa, II conde de Torrepalma, y de Isabel de Castilla y Lasso de Castilla. Sin descendientes.
Casó, en segundas nupcias con su primo hermano Antonio Buenaventura Ricardos Carrillo de Albornoz, quien fue capitán general de los reales ejércitos y general en jefe del Ejército de Rosellón. Sin descendientes.
El 6 de febrero de 1808, Adrián Jácome y Ricardos solicitó la sucesión en el título, sin éxito. Varios nuevos intentos tendrían lugar en el siglo XX: el primero, mediante petición cursada el 3 de diciembre de 1959 por Ricardo de Rojas y Solís (BOE del día 8 del mes), no prosperaría. Posteriormente, el 5 de abril de 1983 (BOE del 11 de mayo), la subsecretaría de Gracia y Justicia comunicó que Álvaro Francisco López de Solé y de Casanova —representado por su padre, Francisco López de Solé y Martín de Vargas— y Cristián de Rojas y Lora —representado por su madre, doña Julia de Lora y Moreno— habían solicitado la «conversión en perpetuo del título vitalicio de Conde de Truillas». Ambos solicitantes, más Ignacia Ruiz de Arana y Montalvo, fueron convocados el 23 de enero de 1985 (BOE del 13 de abril) para que pudisen «alegar (...) lo que crean convenir a sus respectivos derechos». El expediente no fue favorable para ninguno y el título continúa extinguido.

## Nota
Al no tener descendientes la primera condesa y ser además un título concedido con carácter vitalício, no se ha podido transmitir, por lo que es simplemente un título histórico.